# Jimtown (Oklahoma)
Jimtown és una petita comunitat no incorporada al Comtat de Love, a l'estat estatunidenc d'Oklahoma. Està a una altitud de 761 peus, és a dir, 232 metres.